# Victor Henri
Victor Henri (Marselha, 6 de junho de 1872 – La Rochelle, 21 de junho de 1940) foi um físico-químico e fisiologista francês. Nasceu em Marselha, filho de pais russos. É conhecido principalmente como um pioneiro em cinética enzimática. Publicou mais de 500 artigos científicos em uma variedade de disciplinas incluindo bioquímica, físico-química, psicologia e fisiologia.
Depois que o cientista britânico Adrian John Brown descobriu que as reações enzimáticas eram iniciadas por uma ligação entre a enzima e o substrato, e inspirado por discussões com o físico-químico alemão Max Bodenstein, publicou em 1902 a primeira vez a equação fundamental da cinética enzimática. Escreveu como segue:
{\displaystyle {\frac {dx}{dt}}={\frac {K\cdot \Phi \cdot (a-x)}{1+m\cdot (a-x)+n\cdot x}}}
onde a e x denotam a concentração inicial do substrato e a concentração do produto formado, respectivamente. Os outros símbolos denotam constantes. Em notação moderna pode ser expressa como
{\displaystyle v={\frac {{\text{const.}}\cdot S}{1+{\frac {S}{K_{1}}}+{\frac {P}{K_{2}}}}}\ (\ast )}
onde v, S e P denotam a  velocidade de reação e as concentrações de substrato e produto, respectivamente. K1 e K2 denotam as constantes de dissociação do complexo enzima-substrato e do complexo enzima-produto, respectivamente.
Foi somente depois de aproximadamente 10 anos que a comunidade internacional de bioquímicos percebeu a significância desta equação. Notavelmente, seu trabalho foi continuado pelo bioquímico alemão Leonor Michaelis e pela médica canadense Maud Menten. Em um artigo seminal de 1913, Michaelis e Menten deduziram a equação em mais detalhes e a interpretaram profundamente.